# Тронгса
Тронгса (дзонг-кэ ཀྲོང་གསར་, вайли krong gsar) — город в центральной части Бутана, который образовался вокруг дзонга Тронгса, в котором располагается администрация дзонгхага Тронгса и монастырь. Название переводится с языка дзонг-кэ как «новое поселение».

## История
Первый храм в этом месте был построен в 1543 году ламой школы Друкпа Кагью Нгаги Вангчук, прадедом основателя Бутана Шабдрунга. В 1644 году был построен дзонг Тронгса как укрепление, ставшее опорой династии Вангчук, пришедшей к власти в 1907 году. Сначала этот дзонг был столицей династии, потом столица была перенесена в Пунакху. Первый титул всех королей Бутана — «пенлоп Тронгсы», а первый и второй короли Бутана правили из Тронгсы.
Город занимает стратегическое положение, поэтому всегда считался воротами на восток страны, с давних времён являлся столицей исторической провинции Тронгса.

## География
Тронгса располагается на реке Мангде, которая течёт с Гималаев на юг. В Тронгсу ведёт три основные дороги: из Вангди-Пходранга, из Джакара и из Жемганга.. До аэропорта Паро приблизительно 110 км. Тронгса — небольшой город, поэтому его легко обойти пешком.

## Население
Население города составляет 2695 человек (по переписи 2005 г.), а по оценке 2012 года — 2989 человек.

## Погода
Среднегодовые осадки составляют 1259 мм/год. Минимальная температура −0,1 °C ниже нуля, а максимальная 21,7 °C.

## Достопримечательности
- Тронгса-дзонг — самый большой и внушительный дзонг в Бутане, расположенный на вершине холма.
- Дворец Тхруепанг (англ. Thruepang Palace) — дворец был построен вторым королём Бутана, в нём родился третий король. В настоящее время дворец используется правящими монархами для официальных посещений Тронгсы. Здание закрыто для посещений.

## Фестивали
- Фестиваль цечу проводится в Тронгса-дзонге. Тронгса-цечу в 2009 году проходил с 7 по 9 января.